# Glenea fulmecki
Glenea fulmecki är en skalbaggsart som beskrevs av Fisher 1934. Glenea fulmecki ingår i släktet Glenea och familjen långhorningar. Inga underarter finns listade i Catalogue of Life.